# Savannskriktrast

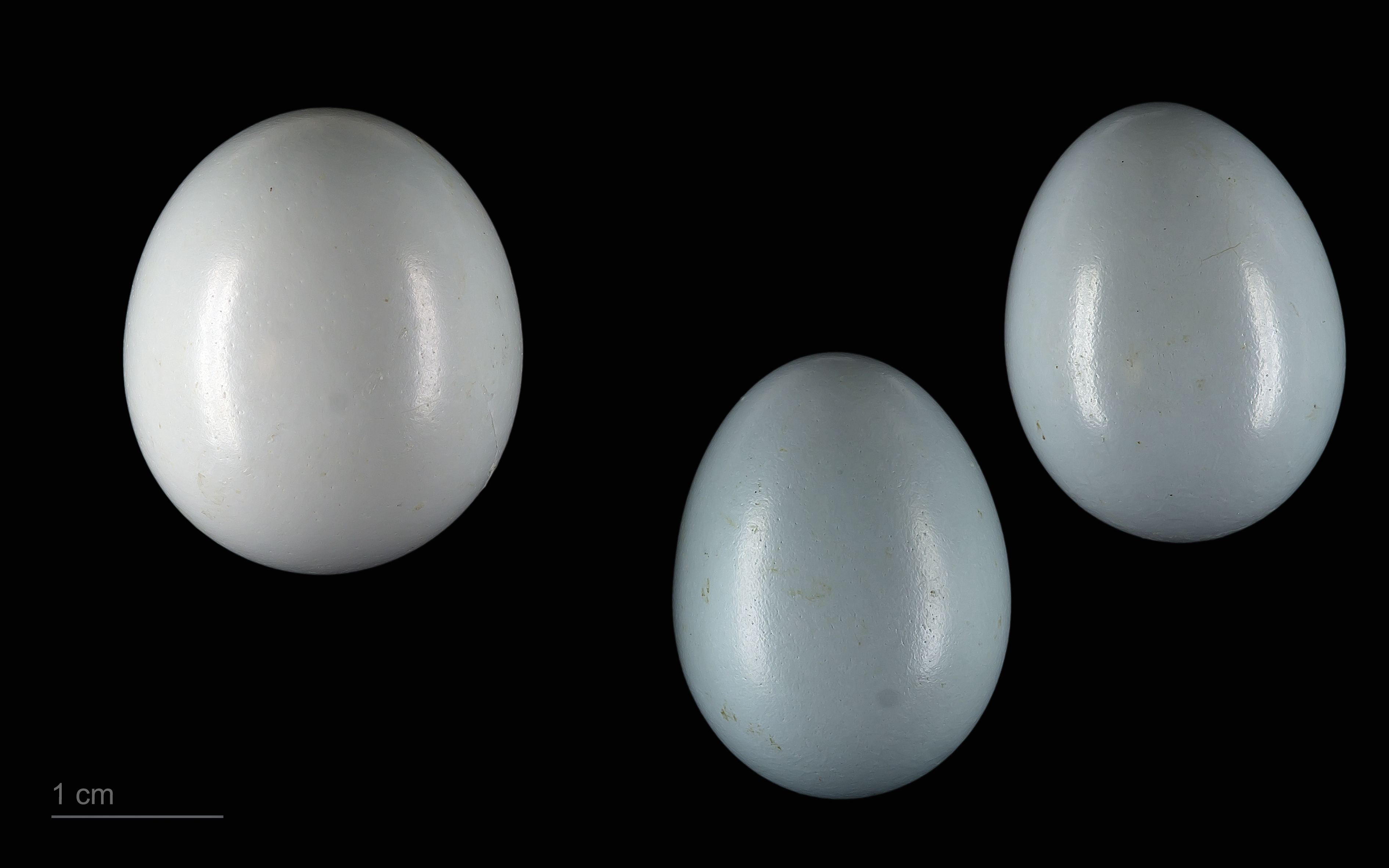
Clamator levaillantii + Turdoide plebejus

Savannskriktrast (Turdoides plebejus) är en fågel i familjen fnittertrastar inom ordningen tättingar.

## Utseende och läte
Savannskriktrasten är en färglöst brunaktig skriktrast med bjärt färgade ögon. Den liknar fläckig skriktrast i både form, storlek och övervägande färgsättning, men dessa överlappar endast begränsat i utbredning. Savannskriktrast är vidare ljusare i ansiktet och på strupen. De vita teckningarna undertill är också mindre spetsiga till formen. Bland lätena hörs ett raspigt bubblande och torrt kluckande, båda vanligen avgivna i kör av en hel flock.

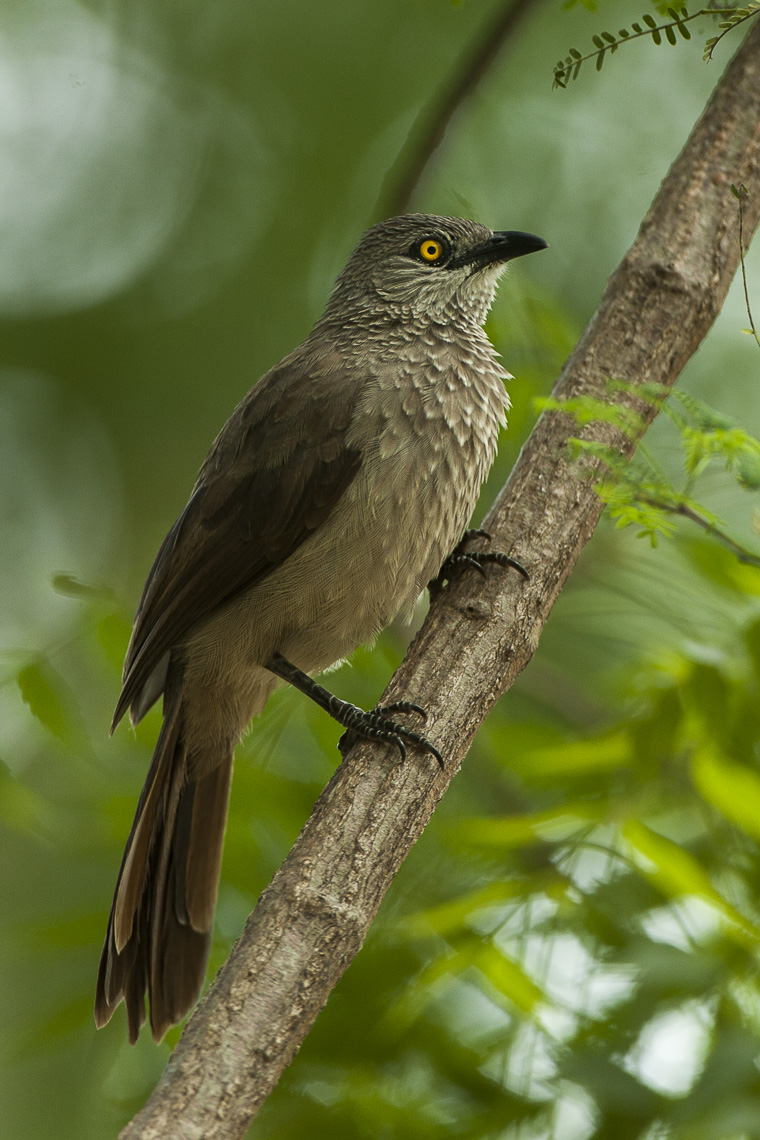

## Utbredning och systematik
Savannskriktrasten förekommer i Afrika i ett band strax söder om Sahara, från Senegal till västra Kenya. Den delas in i tre underarter med följande utbredning:
- Turdoides plebejus platycirca – förekommer från Senegal till västra Nigeria
- Turdoides plebejus plebejus – förekommer från norra Nigeria till Kamerun, södra Tchad och centrala Sudan (Kordofan)
- Turdoides plebejus cinerea – förekommer från sydöstra Nigeria till Sydsudan, sydvästra Etiopien, nordöstra Demokratiska republiken Kongo, Uganda och västra Kenya

## Levnadssätt
Savannskriktrasten hittas i fuktig skogsmark, tät savann, buskmarker, galleriskog, skogsbryn, jordbruksområden och trädgårdar. Den ses nästan alltid i flockar som födosöker aktivt på marken.

## Status
Arten har ett stort utbredningsområde och beståndet anses stabilt. Internationella naturvårdsunionen IUCN listar den därför som livskraftig (LC).